# یائونده
یائونده (Yaoundé) پایتخت کشور آفریقایی کامرون است.
یائونده پس از دوالا دومین شهر بزرگ کامرون است. شهر یائونده در مرکز کشور کامرون و در ارتفاع ۷۵۰ متر از سطح دریا واقع شده‌است.

## تاریخچه
یائونده در سال ۱۸۸۸ توسط بازرگانان آلمانی و به عنوان پایگاهی برای تجارت عاج و ایستگاه تحقیقات کشاورزی بنیاد شد.
این شهر به هنگام جنگ جهانی اول تحت اشغال نیروهای نظامی بلژیک درآمد و پس از جنگ، پایتخت کامرون فرانسه شد.
از آن زمان تاکنون این شهر همچنان پایتخت جمهوری کامرون بوده‌است.